# فيلامانيا
فيلامانيا (بالإيطالية: Villamagna)‏ هي بلدية في مقاطعة كييتي في إقليم أبروتسو الإيطالي.

## السكان
في سنة 1861 بلغ عدد السكان 2٬053 نسمة، وتطور العدد ليصل في سنة 2011 لـ 2٬437 نسمة.
يظهر هذا المخطط البياني تطور النمو السكاني لـ فيلامانيا